# فهرست مدال‌آوران ارمنی در المپیک

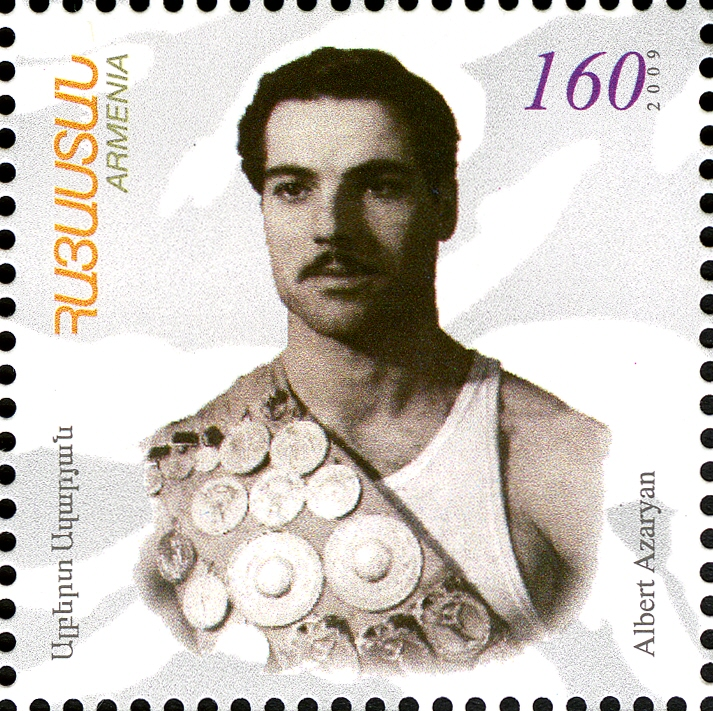
آلبرت آزاریان (تصویر بر روی یک تمبر پستی ۲۰۰۹) با سه مدال طلا و یک مدال نقره پرافتخارترین شرکت‌کننده در المپیک از ارمنستان است.

به‌واسطهٴ دلایل تاریخی یا سیاسی،  تنها بخشی کوچک از ورزشکاران ارمنی و ورزشکاران ارمنی‌تبار برای کشور ارمنستان رقابت کردند. تیرداد سوم و وارازدات پادشاهان ارمنی بودند که در بازی‌های المپیک باستان به عنوان قهرمانان ثبت شده‌اند. مکردیچ مکریان و واهرام پاپازیان از اهالی امپراتوری عثمانی نخستین ارمنیانی بودند که در المیپک نوین به رقابت پرداختند. هر دو ورزشکار در بازی‌های ۱۹۱۲ استکهلم رقابت کردند. هال هایگ پریست نخستین فرد ارمنی است که برنده مدال شد، وی پسر یک مهاجر ارمنی بود، که برنده یک نشان برنز در رشته شیرجه در بازی‌های ۱۹۲۰ آنتورپ برای ایالات متحده آمریکا شد. در سال ۱۹۵۲ هرانت شاهینیان ژیمناست ارمنستان شوروی نخستین مدال‌آور ارمنی مدال طلال در بازی‌های المپیک نوین شد.
از سال ۱۹۵۲ تا ۱۹۸۸ میلادی، بیشترین ورزشکاران ارمنی اتحاد شوروی را نمایندگی کردند. با وجود اینکه ارمنستان در سال ۱۹۹۱ یک جمهوری مستقل شد، در طی بازی‌های ۱۹۹۲ بارسلون ارمنستان و دیگر جمهوری‌های شوروی سابق (بجز جمهوری‌های حوزه دریای بالتیک) بخشی از تیم متحد بودند. کمیته المپیک ارمنستان در سال ۱۹۹۰ بنیانگذاری شد و در سال ۱۹۹۳ به عضویت کمیته بین‌المللی المپیک درآمد. از بازی‌های المپیک زمستانی ۱۹۹۴ در لیلهامر، جمهوری ارمنستان جداگانه شرکت نمود، اما هنوز تعدادی از ورزشکاران ارمنی زیر پرچم کشورهای خارجی رقابت نمودند که شامل ورزشکارانی است که به علت بحران اقتصادی در کشور در دهه ۱۹۹۰ مهاجرت نمودند.

## بازی‌های المپیک باستان
در سال ۲۸۱ میلادی، تیرداد سوم، پادشاه ارمنی که به خاطر پذیرش مسیحیت به‌عنوان مذهب رسمی ارمنستان در سال ۳۰۱ شناخته می‌شود، در ۲۶۵مین دوره بازی‌های المپیک، در رشته کشتی، در سن ۲۲ یا ۲۳ سالگی قهرمان شد.
پادشاه ارمنستان وارازدات از دودمان آرشاکونی، که بین سال‌های ۳۷۴ و ۳۷۸ میلادی حکومت کرد، آخرین قهرمان بازی‌های المپیک باستان می‌باشد. در ۲۹۱مین دوره بازی‌های المپیک در سال ۳۸۵ میلادی، هفت سال پس از ترک تخت پادشاهی ارمنستان، در رشته مشت‌زنی بدون دستکش قهرمان شد.

## المپیک نوین

### المپیک تابستانی

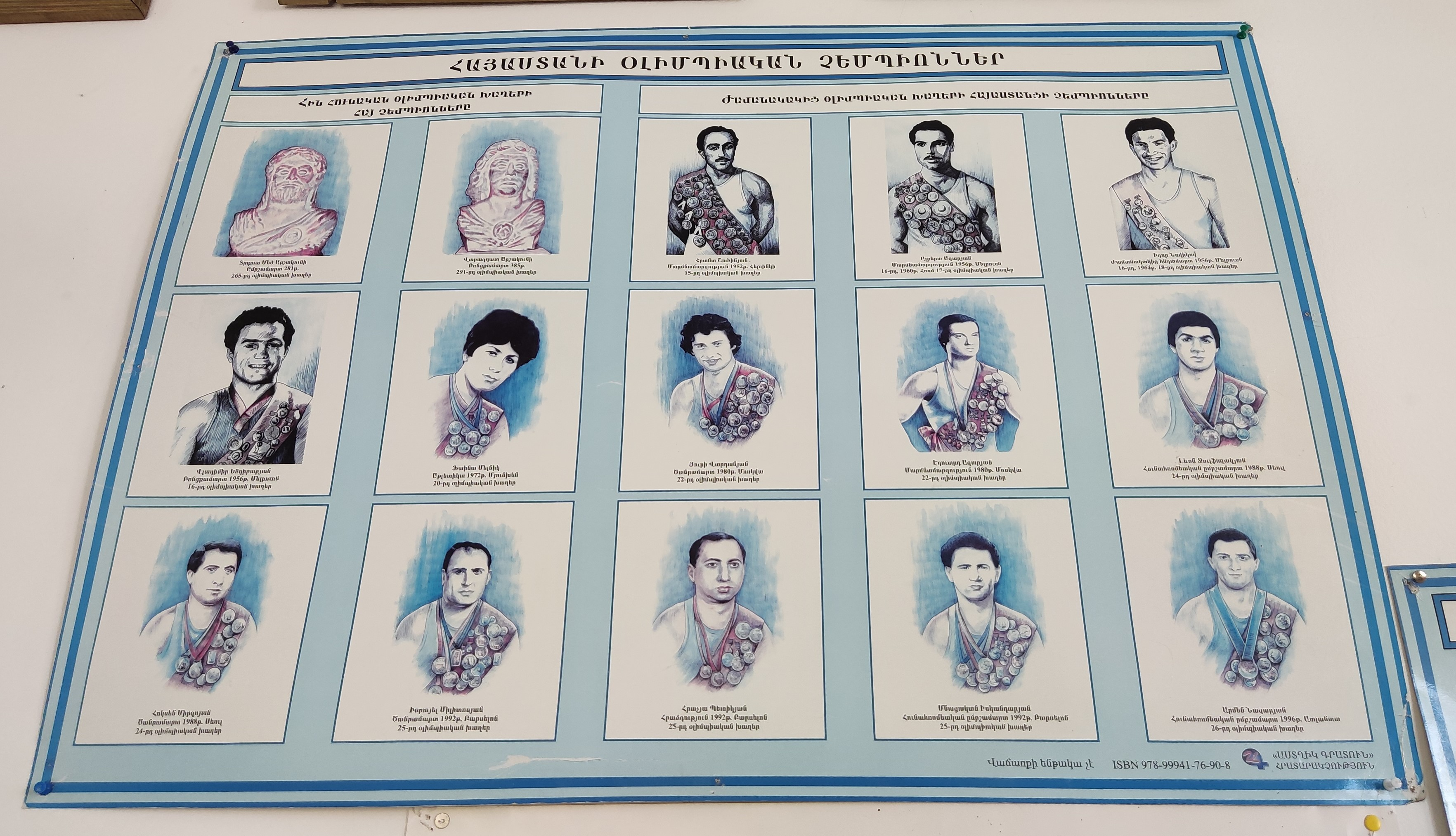
پوستری در یک مدرسه دولتی ارمنستان که در آن مدال‌آوران طلایی بازی‌های المپیک نوین و باستانی ارمنی را به تصویر کشیده‌است

| مدال | نام                       | کشور                | بازی‌ها             | ورزش                   | رویداد                           | منابع          |
| ---- | ------------------------- | ------------------- | ------------------ | ---------------------- | -------------------------------- | -------------- |
| برنز | هال هایگ پریست            | ایالات متحده آمریکا | ۱۹۲۰ آنتورپ        | شیرجه                  | سکوی ۱۰ متر مردان                | [ ۲ ]          |
| طلا  | رافائل چیمیشکیان          | اتحاد شوروی         | ۱۹۵۲ هلسینکی       | وزنه‌برداری             | مردان پَر وزن                     | [ ۲۲ ]         |
| طلا  | هرانت شاهینیان            | اتحاد شوروی         | ۱۹۵۲ هلسینکی       | ژیمناستیک              | شش اسباب تیمی مردان              | [ ۲۳ ] [ ۲۴ ]  |
| طلا  | هرانت شاهینیان            | اتحاد شوروی         | ۱۹۵۲ هلسینکی       | ژیمناستیک              | دارحلقه مردان                    | [ ۲۴ ]         |
| نقره | هرانت شاهینیان            | اتحاد شوروی         | ۱۹۵۲ هلسینکی       | ژیمناستیک              | خرک حلقه مردان                   | [ ۲۴ ]         |
| نقره | هرانت شاهینیان            | اتحاد شوروی         | ۱۹۵۲ هلسینکی       | ژیمناستیک              | شش اسباب انفرادی مردان           | [ ۲۳ ] [ ۲۴ ]  |
| برنز | آرتم تریان                | اتحاد شوروی         | ۱۹۵۲ هلسینکی       | کشتی                   | مردان کشتی فرنگی خروس وزن        | [ ۲۵ ]         |
| طلا  | ولادیمیر ینگیباریان       | اتحاد شوروی         | ۱۹۵۶ ملبورن        | بوکس                   | مردان میان سبک وزن               | [ ۲۶ ]         |
| طلا  | آلبرت آزاریان             | اتحاد شوروی         | ۱۹۵۶ ملبورن        | ژیمناستیک              | شش اسباب تیمی مردان              | [ ۲۷ ]         |
| طلا  | آلبرت آزاریان             | اتحاد شوروی         | ۱۹۵۶ ملبورن        | ژیمناستیک              | دارحلقه مردان                    | [ ۲۷ ]         |
| طلا  | نیکیتا سیمونیان           | اتحاد شوروی         | ۱۹۵۶ ملبورن        | فوتبال                 | رقابت مردان                      | [ ۲۸ ]         |
| طلا  | آلبرت آزاریان             | اتحاد شوروی         | ۱۹۶۰ رم            | ژیمناستیک              | دارحلقه مردان                    | [ ۲۷ ]         |
| نقره | آلبرت آزاریان             | اتحاد شوروی         | ۱۹۶۰ رم            | ژیمناستیک              | شش اسباب تیمی مردان              | [ ۲۷ ]         |
| برنز | ایگور تر-هوهانیسیان       | اتحاد شوروی         | ۱۹۶۰ رم            | دو و میدانی            | پرش طول مردان                    | [ ۳۰ ]         |
| نقره | آرمناک آلاچاچیان          | اتحاد شوروی         | ۱۹۶۴ توکیو         | بسکتبال                | بسکتبال مردان                    | [ ۳۱ ]         |
| برنز | ایگور تر-هوهانیسیان       | اتحاد شوروی         | ۱۹۶۴ توکیو         | دو و میدانی            | پرش طول مردان                    | [ ۳۰ ]         |
| طلا  | نورایر نوریکیان           | بلغارستان           | ۱۹۷۲ مونیخ         | وزنه‌برداری             | پَر وزن مردان                     | [ ۳۲ ]         |
| نقره | ادوارد میکائلیان          | اتحاد شوروی         | ۱۹۷۲ مونیخ         | ژیمناستیک              | شش اسباب ژیمناستیک تیمی مردان    | [ ۳۳ ]         |
| برنز | آرکادی آندرئاسیان         | اتحاد شوروی         | ۱۹۷۲ مونیخ         | فوتبال                 | رقابت مردان                      | [ ۳۴ ]         |
| برنز | اوگانس زانازانیان         | اتحاد شوروی         | ۱۹۷۲ مونیخ         | فوتبال                 | رقابت مردان                      | [ ۳۵ ]         |
| طلا  | سورن نالباندیان           | اتحاد شوروی         | ۱۹۷۶ مونترال       | کشتی                   | کشتی فرنگی مردان ۶۸ ک‌گ           | [ ۳۶ ]         |
| طلا  | نورایر نوریکیان           | بلغارستان           | ۱۹۷۶ مونترال       | وزنه‌برداری             | مردان خروس وزن                   | [ ۳۲ ]         |
| نقره | واردان میلیتوسیان         | اتحاد شوروی         | ۱۹۷۶ مونترال       | وزنه‌برداری             | میان‌وزن مردان                    | [ ۳۷ ]         |
| نقره | نلسون داویتیان            | اتحاد شوروی         | ۱۹۷۶ مونترال       | کشتی                   | کشتی فرنگی مردان ۶۲ ک‌گ           | [ ۳۸ ]         |
| نقره | نینا مورادیان             | اتحاد شوروی         | ۱۹۷۶ مونترال       | والیبال                | رقابت زنان                       | [ ۳۹ ]         |
| برنز | داویت توروسیان            | اتحاد شوروی         | ۱۹۷۶ مونترال       | بوکس                   | مگس وزن مردان                    | [ ۴۰ ]         |
| برنز | آنوشاوان گاسان-دژالالاوف  | اتحاد شوروی         | ۱۹۷۶ مونترال       | رویینگ                 | coxless چهارنفره مردان           | [ ۴۱ ]         |
| طلا  | ادوارد آزاریان            | اتحاد شوروی         | ۱۹۸۰ مسکو          | ژیمناستیک              | شش اسباب ژیمناستیک تیمی مردان    | [ ۴۲ ]         |
| طلا  | یوری واردانیان            | اتحاد شوروی         | ۱۹۸۰ مسکو          | وزنه‌برداری             | مردان ۸۲٫۵ ک‌گ                    | [ ۴۳ ]         |
| طلا  | ساناسار هوهانیسیان        | اتحاد شوروی         | ۱۹۸۰ مسکو          | کشتی                   | کشتی آزاد مردان ۹۰ ک‌گ            | [ ۴۴ ]         |
| نقره | یوریک سارکیسیان           | اتحاد شوروی         | ۱۹۸۰ مسکو          | وزنه‌برداری             | مردان ۵۶ ک‌گ                      | [ ۴۵ ]         |
| نقره | سیروارد امیرزیان          | اتحاد شوروی         | ۱۹۸۰ مسکو          | شیرجه                  | سکوی ۱۰ متر زنان                 | [ ۴۶ ]         |
| نقره | آشوت کاراگیان             | اتحاد شوروی         | ۱۹۸۰ مسکو          | شمشیربازی              | اپه تیمی مردان                   | [ ۴۷ ]         |
| برنز | آشوت کاراگیان             | اتحاد شوروی         | ۱۹۸۰ مسکو          | شمشیربازی              | فلوره تیمی مردان                 | [ ۴۷ ]         |
| برنز | برنار چولویان             | فرانسه              | ۱۹۸۰ مسکو          | جودو                   | نیمه‌میان‌وزن مردان                | [ ۴۸ ]         |
| برنز | داویت هامبارتسومیان       | اتحاد شوروی         | ۱۹۸۰ مسکو          | شیرجه                  | سکوی ۱۰ متر مردان                | [ ۴۹ ]         |
| برنز | سوس هایراپتیان            | اتحاد شوروی         | ۱۹۸۰ مسکو          | هاکی روی چمن           | رقابت مردان                      | [ ۵۰ ]         |
| برنز | خورن اوگانسیان            | اتحاد شوروی         | ۱۹۸۰ مسکو          | فوتبال                 | رقابت مردان                      | [ ۵۱ ]         |
| طلا  | اوگسن میرزویان            | اتحاد شوروی         | ۱۹۸۸ سئول          | کشتی                   | خروس وزن مردان                   | [ ۵۲ ]         |
| طلا  | لئون جولفالاکیان          | اتحاد شوروی         | ۱۹۸۸ سئول          | کشتی                   | کشتی فرنگی مردان ۶۸ ک‌گ           | [ ۵۳ ]         |
| نقره | ایسرائل میلیتوسیان        | اتحاد شوروی         | ۱۹۸۸ سئول          | وزنه‌برداری             | سبک وزن مردان                    | [ ۵۴ ]         |
| نقره | گئورگی پوگوسوف            | اتحاد شوروی         | ۱۹۸۸ سئول          | شمشیربازی              | سابر تیمی مردان                  | [ ۵۵ ]         |
| نقره | استپان سارکیسیان          | اتحاد شوروی         | ۱۹۸۸ سئول          | کشتی                   | کشتی آزاد مردان ۶۲ ک‌گ            | [ ۵۶ ]         |
| برنز | مانوئلا مالیوا            | بلغارستان           | ۱۹۸۸ سئول          | تنیس                   | تک‌نفره زنان                      | [ ۵۸ ]         |
| طلا  | مناتساکان ایسکانداریان    | تیم متحد            | ۱۹۹۲ بارسلون       | کشتی                   | کشتی فرنگی مردان ۷۴ ک‌گ           | [ ۵۹ ]         |
| طلا  | ایسرائل میلیتوسیان        | تیم متحد            | ۱۹۹۲ بارسلون       | وزنه‌برداری             | سبک وزن مردان (۶۷.۵ ک‌گ)          | [ ۵۴ ]         |
| طلا  | هراچیا پتیکیان            | تیم متحد            | ۱۹۹۲ بارسلون       | تیراندازی              | تفنگ سه وضعیت ۵۰ متر مردان       | [ ۶۰ ]         |
| طلا  | الن شاکیرووا              | تیم متحد            | ۱۹۹۲ بارسلون       | بسکتبال                | رقابت زنان                       | [ ۶۲ ]         |
| طلا  | گئورگی پوگوسوف            | تیم متحد            | ۱۹۹۲ بارسلون       | شمشیربازی              | سابر تیمی مردان                  | [ ۵۵ ]         |
| نقره | آلفرد تر-مکرتچیان         | تیم متحد            | ۱۹۹۲ بارسلون       | کشتی                   | کشتی فرنگی مردان ۵۲ ک‌گ           | [ ۶۳ ]         |
| طلا  | آرمن نازاریان             | ارمنستان            | ۱۹۹۶ آتلانتا       | کشتی                   | کشتی فرنگی مگس وزن مردان         | [ ۶۴ ]         |
| طلا  | آندره آغاسی               | ایالات متحده آمریکا | ۱۹۹۶ آتلانتا       | تنیس                   | تک‌نفره مردان                     | [ ۶۶ ]         |
| نقره | آرمن مکرتچیان             | ارمنستان            | ۱۹۹۶ آتلانتا       | کشتی                   | کشتی آزاد مگس وزن سبک مردان      | [ ۶۷ ]         |
| نقره | آرمن باغداساروف           | ازبکستان            | ۱۹۹۶ آتلانتا       | جودو                   | میان‌وزن مردان                    | [ ۶۸ ]         |
| برنز | کارینا آزناووریان         | روسیه               | ۱۹۹۶ آتلانتا       | شمشیربازی              | اپه تیمی زنان                    | [ ۷۰ ]         |
| طلا  | کارینا آزناووریان         | روسیه               | ۲۰۰۰ سیدنی         | شمشیربازی              | اپه تیمی زنان                    | [ ۷۰ ]         |
| طلا  | وارترس سامورغاشف          | روسیه               | ۲۰۰۰ سیدنی         | کشتی                   | کشتی فرنگی مردان ۶۳ ک‌گ           | [ ۷۱ ]         |
| طلا  | آرمن نازاریان             | بلغارستان           | ۲۰۰۰ سیدنی         | کشتی                   | کشتی فرنگی مگس وزن مردان (۵۸ ک‌گ) | [ ۶۴ ]         |
| طلا  | پاول سوکوسیان             | روسیه               | ۲۰۰۰ سیدنی         | هندبال                 | رقابت مردان                      | [ ۷۳ ]         |
| نقره | بنجامن وارونیان           | فرانسه              | ۲۰۰۰ سیدنی         | ژیمناستیک              | بارفیکس مردان                    | [ ۷۴ ]         |
| برنز | آرسن ملیکیان              | ارمنستان            | ۲۰۰۰ سیدنی         | وزنه‌برداری             | میان‌وزن مردان –77 ک‌گ             | [ ۷۵ ]         |
| طلا  | کارینا آزناووریان         | روسیه               | ۲۰۰۴ آتن           | شمشیربازی              | اپه تیمی زنان                    | [ ۷۰ ]         |
| نقره | آرا آبراهامیان            | سوئد                | ۲۰۰۴ آتن           | کشتی                   | کشتی فرنگی مردان ۸۴ ک‌گ           | [ ۷۶ ]         |
| برنز | مخیتار مانوکیان           | قزاقستان            | ۲۰۰۴ آتن           | کشتی                   | کشتی فرنگی مردان ۶۶ ک‌گ           | [ ۷۱ ]         |
| برنز | آرمن نازاریان             | بلغارستان           | ۲۰۰۴ آتن           | کشتی                   | کشتی فرنگی مردان ۶۰ ک‌گ           | [ ۶۴ ]         |
| برنز | وارترس سامورغاشف          | روسیه               | ۲۰۰۴ آتن           | کشتی                   | کشتی فرنگی مردان ۷۴ ک‌گ           | [ ۷۱ ]         |
| برنز | آرتیوم کیورغیان           | یونان               | ۲۰۰۴ آتن           | کشتی                   | کشتی فرنگی مردان ۵۵ ک‌گ           | [ ۷۷ ]         |
| طلا  | آرتور آیوازیان            | اوکراین             | ۲۰۰۸ پکن           | تیراندازی              | تفنگ درازکش ۵۰ متر مردان         | [ ۷۸ ]         |
| طلا  | بیوراکن هاخوردیان         | هلند                | ۲۰۰۸ پکن           | واترپلو                | رقابت زنان                       | [ ۷۹ ]         |
| برنز | تیگران گوورگ مارتیروسیان  | ارمنستان            | ۲۰۰۸ پکن           | وزنه‌برداری             | میان‌وزن مردان (۶۹ ک‌گ)            | [ ۸۰ ]         |
| برنز | آرمن واردانیان            | اوکراین             | ۲۰۰۸ پکن           | کشتی                   | کشتی فرنگی مردان ۶۶ ک‌گ           | [ ۸۱ ]         |
| برنز | گوورگ داوتیان             | ارمنستان            | ۲۰۰۸ پکن           | وزنه‌برداری             | میان‌وزن مردان (۷۷ ک‌گ)            | [ ۸۲ ]         |
| برنز | تیگران وارطان مارتیروسیان | ارمنستان            | ۲۰۰۸ پکن           | وزنه‌برداری             | میان‌وزن مردان (۸۵ ک‌گ)            | [ ۸۳ ]         |
| برنز | هراچیک جاواخیان           | ارمنستان            | ۲۰۰۸ پکن           | بوکس                   | سبک‌وزن مردان                     | [ ۸۴ ]         |
| طلا  | آرسن گالستیان             | روسیه               | ۲۰۱۲ لندن          | جودو                   | فوق-سبک‌وزن مردان–۶۰ ک‌گ           | [ ۸۵ ]         |
| نقره | آرسن جولفالاکیان          | ارمنستان            | ۲۰۱۲ لندن          | کشتی                   | کشتی فرنگی مردان ۷۴ ک‌گ           | [ ۸۶ ]         |
| برنز | هریپسیمه خورشودیان        | ارمنستان            | ۲۰۱۲ لندن          | وزنه‌برداری             | +۷۵ ک‌گ زنان                      | [ ۸۷ ]         |
| برنز | آرتور الکسانیان           | ارمنستان            | ۲۰۱۲ لندن          | کشتی                   | کشتی فرنگی مردان–۹۶ ک‌گ           | [ ۸۸ ]         |
| برنز | داویت هایراپتیان          | روسیه               | ۲۰۱۲ لندن          | بوکس                   | مگس وزن سبک مردان (۴۹ ک‌گ)        | [ ۸۹ ]         |
| طلا  | آرتور الکسانیان           | ارمنستان            | ۲۰۱۶ ریو دو ژانیرو | کشتی                   | کشتی فرنگی مردان–۹۸ ک‌گ           | [ ۹۰ ]         |
| طلا  | یانا ایگوریان             | روسیه               | ۲۰۱۶ ریو دو ژانیرو | شمشیربازی              | سابر زنان                        | [ ۹۱ ]         |
| طلا  | یانا ایگوریان             | روسیه               | ۲۰۱۶ ریو دو ژانیرو | شمشیربازی              | سابر تیمی زنان                   | [ ۹۲ ]         |
| نقره | میهران هاروتیونیان        | ارمنستان            | ۲۰۱۶ ریو دو ژانیرو | کشتی                   | کشتی فرنگی مردان–۶۶ ک‌گ           | [ ۹۳ ]         |
| نقره | سیمون مارتیروسیان         | ارمنستان            | ۲۰۱۶ ریو دو ژانیرو | وزنه‌برداری             | مردان–۱۰۵ ک‌گ                     | [ ۹۴ ]         |
| نقره | گور میناسیان              | ارمنستان            | ۲۰۱۶ ریو دو ژانیرو | وزنه‌برداری\|مردان ۱۰۵+ | [ ۹۵ ]                           |                |
| نقره | سدا توتخالیان             | روسیه               | ۲۰۱۶ ریو دو ژانیرو | ژیمناستیک              | شش اسباب هنری تیمی زنان          | [ ۹۶ ]         |
| برنز | کیریل گریگوریان           | روسیه               | ۲۰۱۶ ریو دو ژانیرو | تیراندازی              | تفنگ درازکش ۵۰ متر مردان         | [ ۹۷ ]         |
| برنز | آرتم هاروتیونیان          | آلمان               | ۲۰۱۶ ریو دو ژانیرو | بوکس                   | مردان نیمه سبک وزن               | [ ۹۸ ]         |
| طلا  | آرتور دالالویان           | روسیه               | ۲۰۲۰ توکیو         | ژیمناستیک              | هنری تمامی اسباب تیمی مردان      | [ ۹۹ ] [ ۱۰۰ ] |
| نقره | کارن خاچانوف              | روسیه               | ۲۰۲۰ توکیو         | تنیس                   | Men's singles                    | [ ۱۰۱ ]        |
| برنز | آرتور داوتیان             | ارمنستان            | ۲۰۲۰ توکیو         | ژیمناستیک              | خرک مردان                        |                |
| نقره | آرتور آلکسانیان           | ارمنستان            | ۲۰۲۰ توکیو         | کشتی                   | ۹۷ ک‌گ مردان                      |                |
| نقره | سیمون مارتیروسیان         | ارمنستان            | ۲۰۲۰ توکیو         | وزنه‌برداری             | ۱۰۹ ک‌گ مردان                     |                |
| برنز | هوهانس باچکو              | ارمنستان            | ۲۰۲۰ توکیو         | بوکس                   | سبک‌‌وزن مردان                     |                |
|      |                           |                     |                    |                        |                                  |                |

| بازی‌ها             | طلا | نقره | برنز |    |
| ۱۹۲۰ آنتورپ        | ۰   | ۰    | ۱    | ۱  |
| ۱۹۵۲ هلسینکی       | ۳   | ۲    | ۱    | ۶  |
| ۱۹۵۶ ملبورن        | ۴   | ۰    | ۰    | ۴  |
| ۱۹۶۰ رم            | ۱   | ۱    | ۱    | ۳  |
| ۱۹۶۴ توکیو         | ۰   | ۱    | ۱    | ۲  |
| ۱۹۷۲ مونیخ         | ۱   | ۱    | ۲    | ۴  |
| ۱۹۷۶ مونترال       | ۲   | ۳    | ۲    | ۷  |
| ۱۹۸۰ مسکو          | ۳   | ۳    | ۵    | ۱۱ |
| ۱۹۸۸ سئول          | ۲   | ۳    | ۱    | ۶  |
| ۱۹۹۲ بارسلون       | ۵   | ۱    | ۰    | ۶  |
| ۱۹۹۶ آتلانتا       | ۲   | ۲    | ۱    | ۵  |
| ۲۰۰۰ سیدنی         | ۴   | ۱    | ۱    | ۶  |
| ۲۰۰۴ آتن           | ۱   | ۱    | ۴    | ۶  |
| ۲۰۰۸ پکن           | ۲   | ۰    | 5    | ۷  |
| ۲۰۱۲ لندن          | 1   | ۱    | ۳    | ۵  |
| ۲۰۱۶ ریو دو ژانیرو | 3   | 4    | 2    | 9  |
| ۲۰۲۰ توکیو         | 1   | 3    | 2    | 6  |
| ۲۰۲۴ پاریس         | 0   | 3    | 2    | 5  |
| مجموعاً             | ۳۴  | ۲۰   | ۳۰   | ۸۸ |

| ورزش         | طلا | نقره | برنز |    |
| کشتی         | ۸   | ۷    | ۷    | ۲۲ |
| ژیمناستیک    | ۶   | ۶    | ۰    | ۱۲ |
| وزنه‌برداری   | ۶   | ۵    | ۵    | ۱۶ |
| شمشیربازی    | ۵   | ۲    | ۲    | ۹  |
| تیراندازی    | ۲   | ۰    | ۱    | ۳  |
| جودو         | ۱   | ۱    | ۱    | ۳  |
| بسکتبال      | ۱   | ۱    | ۰    | ۲  |
| بوکس         | ۱   | ۰    | ۴    | ۵  |
| فوتبال       | ۱   | ۰    | ۳    | ۴  |
| تنیس         | ۱   | ۰    | ۱    | ۲  |
| هندبال       | ۱   | ۰    | ۰    | ۱  |
| واترپلو      | ۱   | ۰    | ۰    | ۱  |
| شیرجه        | ۰   | ۱    | ۲    | ۳  |
| والیبال      | ۰   | ۱    | ۰    | ۱  |
| دو و میدانی  |     | ۰    | ۲    | ۲  |
| هاکی روی چمن | ۰   | ۰    | ۱    | ۱  |
| رویینگ       | ۰   | ۰    | ۱    | ۱  |
| مجموعاً       | ۳۴  | ۲۴   | ۳۰   | ۸۸ |

| ورزش         | طلا | نقره | برنز |    |
| اتحاد شوروی  | ۱۴  | ۱۴   | ۱۱   | ۳۹ |
| روسیه        | ۷   | ۱    | ۴    | ۱۲ |
| تیم متحد     | ۵   | ۱    | ۰    | ۶  |
| بلغارستان    | ۳   | ۰    | ۲    | ۵  |
| ارمنستان     | ۲   | ۵    | ۷    | ۱۴ |
| اوکراین      | ۱   | ۰    | ۱    | ۲  |
| ایالات متحده | ۱   | ۰    | ۱    | ۲  |
| هلند         | ۱   | ۰    | ۰    | ۱  |
| فرانسه       | ۰   | ۱    | ۱    | ۲  |
| سوئد         | ۰   | ۱    | ۰    | ۱  |
| ازبکستان     | ۰   | ۱    | ۰    | ۱  |
| آلمان        | ۰   | ۰    | ۱    | ۱  |
| یونان        | ۰   | ۰    | ۱    | ۱  |
| قزاقستان     | ۰   | ۰    | ۱    | ۱  |
| مجموعاً       | ۳۴  | ۲۴   | ۳۰   | ۸۸ |

#### ورزشکاران ردصلاحیت شده
- آشوت دانیلیان ارمنستان، در بازی‌های ۲۰۰۰ سیدنی در وزنه‌برداری +۱۰۵ کیلوگرم مردان، یک نشان برنز برد. اما این مدال، با مثبت شدن آزمایش دوپینگ، از او سلب شد.[۱۰۲]
- آرا آبراهامیان از سوئد پس از بردن مدال برنز در بازی‌های پکن ۲۰۰۸ در کشتی فرنگی ۸۴ کیلوگرم مردان، به‌واسطهٴ «نقض کردن روح بازی جوانمردانه» ردصلاحیت شد.[۱۰۳]

### المپیک زمستانی
| نشان | نام              | کشور                | بازی‌ها               | ورزش                                       | رویداد      | منابع   |
| ---- | ---------------- | ------------------- | -------------------- | ------------------------------------------ | ----------- | ------- |
| طلا  | گریگوری مکرتچیان | اتحاد شوروی         | ۱۹۵۶ کورتینا دامپتزو | هاکی روی یخ                                | رقابت مردان | [ ۱۰۴ ] |
| طلا  | ویکی موسسیان     | ایالات متحده آمریکا | ۱۹۹۸ ناگانو          | هاکی روی یخ در بازی‌های المپیک زمستانی ۱۹۹۸ | رقابت زنان  | [ ۱۰۵ ] |

| ۱۹۵۶ کورتینا دامپتزو | ۱ | ۰ | ۰ | ۰ |
| ۱۹۹۸ ناگانو          | ۱ | ۰ | ۰ | ۰ |
| مجموع                | ۲ | ۰ | ۰ | ۲ |

| هاکی روی یخ | ۲ | ۰ | ۰ | ۲ |
| مجموع       | ۲ | ۰ | ۰ | ۲ |

| اتحاد شوروی         | ۱ | ۰ | ۰ | ۱ |
| ایالات متحده آمریکا | ۱ | ۰ | ۰ | ۱ |
| مجموع               | ۲ | ۰ | ۰ | ۲ |

## یادداشت ها
1. ↑  در زمان نخستین دوره بازی‌های نوین در سال ۱۸۹۶، سرزمین ارمنستان (به عنوان نمونه سرزمین کوهستانی ارمنستان که از لحاظ تاریخی به صورت ساده «ارمنستان» نامیده می‌شود و تا زمان نسل‌کشی ارمنی‌ها توسط ترکان جوان عثمانی در سال ۱۹۱۵ میلادی اکثریت قریب به اتفاق جمعیت را ارمنیان جهان را دارا بود)، مابین عثمانی و امپراتوری روسیه تقسیم شد. در سال ۱۹۱۸ میلادی، اولین جمهوری ارمنستان در بخش‌هایی از سرزمین ارمنستان که هنوز ارمنیان در آنجا سکونت داشتند تشکیل شد. این جمهوری تنها دو سال موجودیت داشت و در اواخر سال ۱۹۲۰ میلادی توسط ارتش سرخ ضمیمه شد. در دسامبر ۱۹۲۲ جمهوری سوسیالیستی ارمنستان شوروی به موجب پیمان تشکیل اتحاد جماهیر شوروی بخشی از اتحاد شوروی شد. در طی واپسین ماه‌های فروپاشی اتحاد جماهیر شوروی، به دنبال همه‌پرسی استقلال ارمنستان (۱۹۹۱) ارمنستان مستقل شد.
2. ↑  ۳۸۵ تاریخی است که بیشتر پذیرفته شده‌است،[۸][۹][۱۰][۱۱][۱۲][۱۳] و شواهدی به نفع آن در یک پلاک یادمان که در موزهٔ المپیا نگهداری می‌شود یافت شده‌است.[۱۴]

سایر نویسندگان سال ۳۶۹ میلادی،[۱۵][۱۶][۱۷][۱۸] ۳۶۵,[۱۹] و ۳۹۳ را به عنوان تاریخ پیروزی وی اشاره کرده اند.[۲۰]. برخی از نویسندگان به اشتباه اعلام کرده‌اند که وارازدات قهرمان المپیک در رشته کشتی یا پنج‌گانه بوده است.[۲۱]

### کتابشناسی
- Parsadanyan, Albert (2003).  Գիտելիքների շտեմարան [Knowledge Warehouse] (به ارمنی). Vol. 1. Yerevan: VMV-Print. pp. 152–158. ISBN 99930-960-4-0. [a list of ethnic Armenian medalists up to 2000]
- Ispirian, M.S. (2000). "Հայ մարզիկների մասնակցությունը հին հունական օլիմպիական խաղերին [Participation of Armenian sportsmen in Old Olympic Games]". Lraber Hasarakakan Gitutyunneri (به ارمنی). Yerevan: Armenian Academy of Sciences (1): 189–196.

## مطالعه بیشتر
- "Olympic medalists and competitors from across the globe". armenian olympic + sports page. Archived from the original on 21 Apr 2013. {{cite web}}: Cite has empty unknown parameter: |registration= (help)